# Voyo
Voyo je platforma za streaming i usluga plaćenog videa na zahtjev RTL-a. Pokrenuta je u Češkoj 2011. godine kao besplatna arhiva programa za prijenos izvornog rada i sportskih prijenosa uživo. Postupno se pretvorila u plaćenu uslugu po uzoru na američki Netflix.
U Hrvatskoj je aktivna od 27. kolovoza 2023. kao nasljednik RTL-ove usluge Play.
Voyo ima više od 10 tisuća sati domaćeg, regionalnog i stranog sadržaja: filmova, televizijskih serija, animiranih filmova i serija za djecu, televizijskih emisija, reality showova i dokumentaraca. Sadržaj u produkciji RTL-a većinom je korisnicima dostupan 24 sata ranije nego na televiziji. 
VOYO također ima uslugu izravnog prijenosa svih RTL-ovih kanala: RTL, RTL 2, RTL Kockica, RTL Living, RTL Crime, RTL Adria, RTL Passion, te ostale dodatne kanale uključujući Nova TV, Doma TV, Sportska televizija, Croatian Music Channel i Laudato TV
Pristup je omogućen iz svih zemalja članica Europske unije, na svim digitalnim uređajima: računalima, prijenosnim računalima, mobilnim telefonima i tabletima (operacijskih sustava iOS i Android), Chromecastu i televizorima koje pokreće Android TV te  Samsung i LG.
Krajem listopada 2024. godine najavljen je dolazak platforme u Srbiju, a platforma je službeno dostupna od 4. studenoga 2024. godine.